# Gran Premio de Finlandia de Motociclismo de 1977
El Gran Premio de Finlandia de Motociclismo de 1977 fue la undécima prueba de la temporada 1977 del Campeonato Mundial de Motociclismo. El Gran Premio se disputó el 31 de julio de 1977 en el Circuito de Imatra.

## Resultados 500cc
Fácil victoria para Johnny Cecotto en 500cc. Barry Sheene, sexto en la llegada, se convierte en el nuevo campeón de la categoría gracias a que su máximo rival, Steve Baker, acabó duodécimo por problemas mecánicos.
| Pos.     | Piloto              | Equipo | Tiempo     | Pts. |
| -------- | ------------------- | ------ | ---------- | ---- |
| 1        | Johnny Cecotto      | Yamaha | 46' 50" 0  | 15   |
| 2        | Marco Lucchinelli   | Suzuki | +43" 0     | 12   |
| 3        | Gianfranco Bonera   | Suzuki | +51" 6     | 10   |
| 4        | Michel Rougerie     | Suzuki | +1' 04" 7  | 8    |
| 5        | Steve Parrish       | Suzuki | +1' 17" 2  | 6    |
| 6        | Barry Sheene        | Suzuki | +1' 18" 7  | 5    |
| 7        | Teuvo Länsivuori    | Suzuki | +1' 56" 5  | 4    |
| 8        | Armando Toracca     | Suzuki | +1 Vuelta  | 3    |
| 9        | Jean-Philippe Orban | Suzuki | +1 Vuelta  | 2    |
| 10       | Karl Auer           | Yamaha | +1 Vuelta  | 1    |
| 11       | Børge Nielsen       | Suzuki | +1 Vuelta  |      |
| 12       | Steve Baker         | Yamaha | +1 Vuelta  |      |
| 13       | Alex George         | Suzuki | +1 Vuelta  |      |
| 14       | Bosse Granath       | Suzuki | +1 Vuelta  |      |
| 15       | Markku Matikainen   | Suzuki | +2 Vueltas |      |
| 16       | Ron Kirkham         | Yamaha | +2 Vueltas |      |
| 17       | Jean-Marc Toffolo   | Yamaha | +2 Vueltas |      |
| 18       | Ossi Nikkinen       | Yamaha | +3 Vueltas |      |
| Ret      | Pat Hennen          | Suzuki | Ret        |      |
| Ret      | Giacomo Agostini    | Yamaha | Ret        |      |
| Ret      | Virginio Ferrari    | Suzuki | Ret        |      |
| Ret      | Wil Hartog          | Suzuki | Ret        |      |
| Ret      | John Williams       | Suzuki | Ret        |      |
| Ret      | Stu Avant           | Suzuki | Ret        |      |
| Ret      | Gianni Rolando      | Suzuki | Ret        |      |
| Ret      | Christian Estrosi   | Suzuki | Ret        |      |
| Ret      | Jack Findlay        | Suzuki | Ret        |      |
| Ret      | Kimmo Kopra         | Suzuki | Ret        |      |
| Ret      | Pentti Lehtelä      | Yamaha | Ret        |      |
| Ret      | Jean-Claude Hogrel  | Suzuki | Ret        |      |
| DNS      | Kenny Roberts       | Yamaha | DNS        |      |
| DNS      | Bernard Regoni      | Suzuki | DNS        |      |
| DNS      | Teuvo Laakso        | Suzuki | DNS        |      |
| DNQ      | Odd Arne Lände      | Suzuki | DNQ        |      |
| DNQ      | Bent Slydal         | Suzuki | DNQ        |      |
| DNQ      | Anton Mang          | Suzuki | DNQ        |      |
| DNQ      | Graziano Rossi      | Suzuki | DNQ        |      |
| DNQ      | Bernard Fau         | Suzuki | DNQ        |      |
| DNQ      | Helmut Kassner      | Suzuki | DNQ        |      |
| Sources: |                     |        |            |      |

## Resultados 350cc
El japonés Takazumi Katayama se proclama campeón de la categoría de 350cc con su victoria en este Gran Premio y que su máximo rival para la general, el sudafricano Jon Ekerold no pudo pasar del tercer puesto.
| Pos. | Piloto              | Equipo            | Tiempo    | Pts. |
| ---- | ------------------- | ----------------- | --------- | ---- |
| 1    | Takazumi Katayama   | Yamaha            | 48' 14" 9 | 15   |
| 2    | Christian Sarron    | Yamaha            | +3" 3     | 12   |
| 3    | Jon Ekerold         | Yamaha            | +5" 3     | 10   |
| 4    | Tom Herron          | Yamaha            | +16" 0    | 8    |
| 5    | Patrick Pons        | Yamaha            | +42" 3    | 6    |
| 6    | Olivier Chevallier  | Yamaha            | +1' 21" 6 | 5    |
| 7    | Seppo Rossi         | Yamaha            | +1' 32" 1 | 4    |
| 8    | Walter Villa        | Bakker-HD         | +1' 35" 3 | 3    |
| 9    | Eero Hyvärinen      | Yamaha            | +1' 35" 5 | 2    |
| 10   | Karl Auer           | Yamaha            | +1' 41" 9 | 1    |
| 11   | Michel Frutschi     | Yamaha            | +1' 49" 5 |      |
| 12   | Chas Mortimer       | Maxton-Yamaha     | +2' 07" 1 |      |
| 13   | Kork Ballington     | Yamaha            | +3' 44" 6 |      |
| 14   | Alex George         | Yamaha            | +1 Vuelta |      |
| 15   | Reino Eskelinen     | Yamaha            | +1 Vuelta |      |
| Ret  | Johnny Cecotto      | Bakker-Yamaha     | Ret       |      |
| Ret  | Patrick Fernandez   | Yamaha            | Ret       |      |
| Ret  | Giacomo Agostini    | Yamaha            | Ret       |      |
| Ret  | Mario Lega          | Bakker-Morbidelli | Ret       |      |
| Ret  | Alan North          | Yamaha            | Ret       |      |
| Ret  | Pentti Korhonen     | Yamaha            | Ret       |      |
| Ret  | Jean-François Baldé | Yamaha            | Ret       |      |
| Ret  | Etienne Geeraerdt   | Yamaha            | Ret       |      |
| Ret  | John Dodds          | Yamaha            | Ret       |      |
| Ret  | Michel Rougerie     | Yamaha            | Ret       |      |
| Ret  | Pekka Nurmi         | Yamaha            | Ret       |      |
| Ret  | Franco Uncini       | Harley-Davidson   | Ret       |      |
| Ret  | Franz Meier         | Yamaha            | Ret       |      |
| Ret  | Philippe Bouzanne   | Yamaha            | Ret       |      |
| Ret  | Vic Soussan         | Yamaha            | Ret       |      |
| Ret  | Bosse Granath       | Yamaha            | Ret       |      |
| Ret  | Víctor Palomo       | Yamaha            | Ret       |      |
| Ret  | Alain Terras        | Yamaha            | Ret       |      |
| DNQ  | Peter Sköld         | Yamaha            | DNQ       |      |
| DNQ  | Børge Nielsen       | Yamaha            | DNQ       |      |
| DNQ  | José Cecotto        | Yamaha            | DNQ       |      |
| DNQ  | Paolo Pileri        | Morbidelli        | DNQ       |      |

## Resultados 250cc
La categoría de 250 es la única que, hasta la fecha quedaba por decidir el campeón. En esta aspecto, el italiano Walter Villa daba un paso de gigante al ganar este gran Premio en un bonito duelo con el británico Mick Grant.
| Pos. | Piloto              | Equipo        | Tiempo    | Pts. |
| ---- | ------------------- | ------------- | --------- | ---- |
| 1    | Walter Villa        | Bimota-HD     | 46' 15" 3 | 15   |
| 2    | Mick Grant          | Kawasaki      | +0" 3     | 12   |
| 3    | Kork Ballington     | Yamaha        | +24" 3    | 10   |
| 4    | Franco Uncini       | Bakker-HD     | +26" 5    | 8    |
| 5    | Tom Herron          | Yamaha        | +28" 2    | 6    |
| 6    | Patrick Fernandez   | Yamaha        | +34" 7    | 5    |
| 7    | Mario Lega          | Morbidelli    | +37" 9    | 4    |
| 8    | Barry Ditchburn     | Kawasaki      | +38" 4    | 3    |
| 9    | Paolo Pileri        | Morbidelli    | +38" 6    | 2    |
| 10   | Olivier Chevallier  | Yamaha        | +38" 9    | 1    |
| 11   | Hans Müller         | Yamaha        | +54" 8    |      |
| 12   | Jon Ekerold         | Yamaha        | +1' 11" 2 |      |
| 13   | Aldo Nannini        | Yamaha        | +1' 14" 3 |      |
| 14   | Vic Soussan         | Yamaha        | +1' 25" 2 |      |
| 15   | Chas Mortimer       | Maxton-Yamaha | +1' 33" 5 |      |
| 16   | Eero Hyvärinen      | Yamaha        | +1' 52" 2 |      |
| 17   | Seppo Rossi         | Yamaha        | +2' 00" 8 |      |
| 18   | John Dodds          | Yamaha        | +2:09.3   |      |
| 19   | Ken Nemoto          | Yamaha        | +1 Vuelta |      |
| Ret  | Alan North          | Yamaha        | Ret       |      |
| Ret  | Takazumi Katayama   | Yamaha        | Ret       |      |
| Ret  | Pekka Nurmi         | Yamaha        | Ret       |      |
| Ret  | Pentti Korhonen     | Yamaha        | Ret       |      |
| Ret  | Jean-François Baldé | Yamaha        | Ret       |      |
| Ret  | Harald Bartol       | Bartol        | Ret       |      |
| Ret  | Christian Sarron    | Yamaha        | Ret       |      |
| Ret  | Víctor Palomo       | Yamaha        | Ret       |      |
| Ret  | Michel Frutschi     | Yamaha        | Ret       |      |
| Ret  | Thierry Noblesse    | Yamaha        | Ret       |      |
| Ret  | Seppo Kokkonen      | Yamaha        | Ret       |      |
| Ret  | Eddie Roberts       | Yamaha        | Ret       |      |
| Ret  | Patrick Pons        | Yamaha        | Ret       |      |
| Ret  | Philippe Bouzanne   | Yamaha        | Ret       |      |
| DNQ  | Seppo Ojala         | Yamaha        | DNQ       |      |
| DNQ  | Patrick Plisson     | Yamaha        | DNQ       |      |
| DNQ  | Timo Haarala        | Yamaha        | DNQ       |      |
| DNQ  | Hans Hallberg       | Yamaha        | DNQ       |      |

## Resultados 125cc
Primera victoria de la temporada para el español Ángel Nieto, una cosa que se le había negado hasta ahora. El zamorano se imponía en el sprint a Eugenio Lazzarini que, debido a la retirada de Pier Paolo Bianchi se asegura prácticamente el título mundial.
| Pos. | Piloto                 | Moto       | Tiempo    | Pts. |
| ---- | ---------------------- | ---------- | --------- | ---- |
| 1    | Pier Paolo Bianchi     | Morbidelli | 46' 09" 6 | 15   |
| 2    | Eugenio Lazzarini      | Morbidelli | +9" 6     | 12   |
| 3    | Jean-Louis Guignabodet | Morbidelli | +1' 16" 4 | 10   |
| 4    | Hans Müller            | Morbidelli | +1' 32" 7 | 8    |
| 5    | Stefan Dörflinger      | Morbidelli | +1' 45" 8 | 6    |
| 6    | Per-Edvard Carlsson    | Morbidelli | +2' 20" 0 | 5    |
| 7    | Thierry Espié          | Motobécane | +2' 23" 2 | 4    |
| 8    | Benga Johansson        | Morbidelli | +2' 23" 4 | 3    |
| 9    | Patrick Plisson        | Morbidelli | +2' 34" 8 | 2    |
| 10   | Enrico Cereda          | Morbidelli | +1 Vuelta | 1    |
| 11   | Matti Kinnunen         | Morbidelli | +1 Vuelta |      |
| 12   | Hans-Jürgen Hummel     | Morbidelli | +1 Vuelta |      |
| 13   | Cees van Dongen        | Morbidelli | +1 Vuelta |      |
| 14   | Bernd Schneider        | Bender     | +1 Vuelta |      |
| 15   | Jacky Hutteau          | Morbidelli | +1 Vuelta |      |
| 16   | Luigi Rinaudo          | Morbidelli | +1 Vuelta |      |
| 17   | Alfred Schmid          | Morbidelli | +1 Vuelta |      |
| 18   | Willy Pérez            | Yamaha     | +1 Vuelta |      |
| Ret  | Ricardo Tormo          | Bultaco    | Ret       |      |
| Ret  | Ángel Nieto            | Bultaco    | Ret       |      |
| Ret  | Harald Bartol          | Morbidelli | Ret       |      |
| Ret  | Gert Bender            | Bender     | Ret       |      |
| Ret  | Julien van Zeebroeck   | Motobécane | Ret       |      |
| Ret  | Thierry Noblesse       | Morbidelli | Ret       |      |
| Ret  | Anton Mang             | Morbidelli | Ret       |      |
| Ret  | Jan Ubels              | Buton      | Ret       |      |
| Ret  | Johnny Wickström       | Yamaha     | Ret       |      |
| Ret  | Jukka Monto            | Yamaha     | Ret       |      |
| Ret  | Hans Hallberg          | Morbidelli | Ret       |      |
| Ret  | Juha-Matti Toivanen    | Yamaha     | Ret       |      |
| Ret  | Bernhard Otto          | Seel-Maico | Ret       |      |
| Ret  | Michel Baloche         | Motobécane | Ret       |      |
| Ret  | Auno Hakala            | Morbidelli | Ret       |      |